# Rahovica (Ferizaj)
Rahovica (albanska: Rahovica, serbiska: Rahovica) är en by i Kosovo. Den ligger i kommunen Ferizaj. Enligt den senaste folkräkningen år 2011 fanns det 1 257 invånare.

## Demografi
| Demografi   | 2011 |
| ----------- | ---- |
| albaner     | 1254 |
| odeklarerad | 3    |